# Здание Главной аптеки (Санкт-Петербург)
О здании Главной аптеки в Москве см. Здание Земского приказа
Здание бывшей Главной аптеки — расположенный в Санкт-Петербурге на Миллионной улице памятник архитектуры классицизма. Построен в 1796 году архитектором Джакомо Кваренги на основе барочного здания, выстроенного в 1722 году по проекту Доменико Трезини.

## Придворная аптека
Придворная аптека была организована в 1704 году и первоначально располагалась на территории Петропавловской крепости.
В 1712 году в Санкт-Петербург, в составе других «министерств» правительства Петра I, был переведён Аптекарский приказ, который по переезде в 1714 году был переименован в Канцелярию Главной аптеки.
Главой ведомства с начала 1721 года стал И. Л. Блюментрост, и для работы был определён участок и построено новое здание.
В определении нового места расположения не последнюю роль играло место жительства братьев Блюментростов.
По причине сырости в начале 1720-х годов аптека была переведена к Греческой слободе.

## История здания
По адресу Миллионная улица, 4 в начале XVIII века стоял дом аптекаря Леекенса.
В 1722 году на этом участке по проекту Д. Трезини была построено каменное здание Главной сухопутной аптеки, которую переместили на это место из Петропавловской крепости в 1724 году. В связи с этим переулок, примыкавший в этом месте к Миллионной улице, получил название Аптекарского. В 1731 году И. Л. Блюментрост был смещён с поста президента, сухопутная аптека была объединена с дворцовой, новое учреждение именовалось Императорской Главной аптекой. Она являлась влиятельным ведомством, была оформлена достаточно богато, известно, что фарфоровую посуду сюда доставляли из Китая.
Первое здание аптеки сгорело в 1735 году, его восстановили, но здание вновь было уничтожено пожаром в 1737 году.

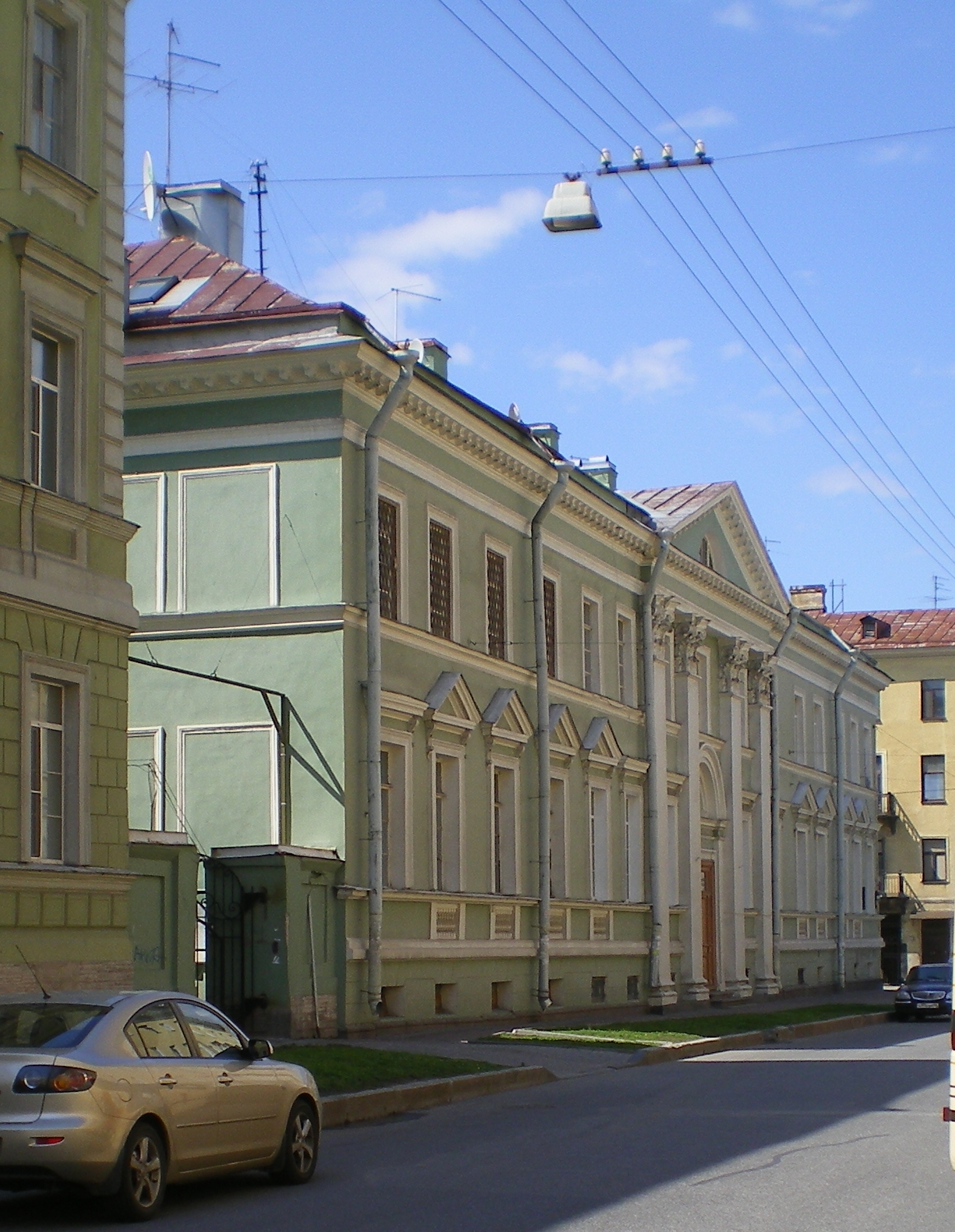
Фасад по Аптекарскому переулку

К концу XVIII века здание сильно обветшало и в 1789 году началось строительство здания по проекту Д. Кваренги.
В 1796 году было построено новое здание.
Главный фасад, выходящий на Миллионную улицу, украшен четырьмя коринфскими полуколоннами и треугольным фронтоном, а боковой фасад по Аптекарскому переулку — четырьмя пилястрами и фронтоном.
Во второй половине XIX века отдельные деталь фасада были незначительно изменены, но здание в целом хорошо сохранилось до наших дней.
С 1839 года аптека была переведена в новое здание по адресу: Невский проспект, дом № 66, а в бывшем здании аптеки стали размещаться квартиры офицеров Павловского полка.
Они находились в этом здании вплоть до 1917 года.

## Современное состояние
По состоянию на 2008 год здание является объектом жилой и нежилой недвижимости. Весной этого года здание передано из федеральной собственности в распоряжение городских властей.
ОАО «Фонд имущества Санкт-Петербурга» в сентябре 2008 года в рамках Второго Международного инвестиционного форума намеревалось продать подвальное помещение здания площадью 389,5 м². Начальная цена лота составила 9 000 000 руб.
В ходе последующей реконструкции «чердак был приспособлен под мансарды, в кровле прорезаны окна, сооружен дымоход, хорошо заметный с Миллионной улицы. Градозащитники неоднократно жаловались на это в Смольный, но КГИОП отреагировал лишь спустя 11 месяцев».